# Indang
Indang es un municipio de primera clase situado en la provincia de Cavite, en Filipinas. Según el censo de 2020, tiene una población de 68 699 habitantes.